# Szántó József
Szántó József (Szolnok, 1915. május 5. – 1998. május 29.) válogatott labdarúgó, csatár, jobbszélső. Kolláth Ferenccel együtt az első szolnoki labdarúgó volt, aki a válogatottban szerepelt.

## Családja
Szántó Antal MÁV kocsirendező és Tímár Mária fia.

## Pályafutása

### Klubcsapatban
A Szolnoki MÁV labdarúgója volt. Tagja volt az 1941-ben magyar kupa-győztes csapatnak és az 1941–42-es idényben bajnoki bronzérmet szerző együttesnek. Harcos, gyors játékos volt, aki mindkét lábbal ügyesen kezelte a labdát. Alacsony termete ellenére jól fejelt.

### A válogatottban
1939-ben három alkalommal szerepelt a magyar labdarúgó-válogatottban.

## Sikerei, díjai
- Magyar bajnokság
  - 3.: 1941–42
- Magyar kupa
  - győztes: 1941

## Statisztika

### Mérkőzései a válogatottban
| Magyarország | Magyarország      | Magyarország                    | Magyarország  | Magyarország | Magyarország | Magyarország | Magyarország | Magyarország |
| #            | Dátum             | Helyszín                        | Hazai         | Eredmény     | Vendég       | Kiírás       | Gólok        | Esemény      |
| ------------ | ----------------- | ------------------------------- | ------------- | ------------ | ------------ | ------------ | ------------ | ------------ |
| 1.           | 1939. március 16. | Párizs, Parc des Princes        | Franciaország | 2 – 2        | Magyarország | barátságos   | -            |              |
| 2.           | 1939. április 2.  | Zürich, Hardturm-stadion        | Svájc         | 3 – 1        | Magyarország | barátságos   | -            |              |
| 3.           | 1939. május 18.   | Budapest, Hungária körúti pálya | Magyarország  | 2 – 2        | Írország     | barátságos   | -            |              |
|              | Összesen          |                                 |               | 3            | mérkőzés     |              | 0            | gól          |